# Rainer Thomasius
Rainer Thomasius (* 1957) ist ein deutscher Kinder- und Jugendpsychiater und Hochschullehrer. Er ist ärztlicher Leiter des Deutschen Zentrums für Suchtfragen des Kindes- und Jugendalters (DZSKJ) im Universitätsklinikum Hamburg-Eppendorf (UKE) sowie des Bereichs Suchtstörungen an der Klinik für Kinder- und Jugendpsychiatrie, -psychotherapie und -psychosomatik am UKE. 

## Leben
Thomasius wuchs in Hamburg-Blankenese auf. Er wurde mit der Dissertation Lösungsmittelmißbrauch bei Kindern und Jugendlichen - Forschungsstand und praktische Hilfen im Jahre 1988 zum Dr. med. promoviert und 1994 in Hamburg mit der Schrift Familiendiagnostik bei Drogenabhängigkeit - Eine Querschnittstudie zur Detailanalyse von Familien mit opiatabhängigen Jungerwachsenen habilitiert. 
Nach dem Studium der Humanmedizin und Facharztweiterbildungen in Psychiatrie, Kinder- und Jugendpsychiatrie und Psychotherapie leitete er von 1999 bis 2006 den Bereich Persönlichkeits- und Belastungsstörungen an der Klinik für Psychiatrie und Psychotherapie im UKE, bevor er an die Klinik für Kinder- und Jugendpsychiatrie und -psychotherapie wechselte, um dort die Suchtabteilung mit Ambulanz, Stationen, Tagesklinik und Medizinischem Versorgungszentrum aufzubauen. 
2005 beauftragte der Senat der Freien und Hansestadt Hamburg Thomasius mit der Gründung des „Deutschen Zentrums für Suchtfragen des Kindes- und Jugendalters“ im UKE, um dadurch die Entwicklung und Erprobung neuer Präventionsansätze für suchtgefährdete Kinder und Jugendliche gezielt zu fördern. Er ist Vorsitzender der Gemeinsamen Suchtkommission der kinder- und jugendpsychiatrischen Fachgesellschaft und Verbände und Past Präsident der Deutschen Gesellschaft für Suchtforschung und Suchttherapie.

## Wissenschaftliche Tätigkeit
Thomasius beschäftigte sich wissenschaftlich mit den Ursachen und Auswirkungen von Substanzmissbrauch und den verhaltensbezogenen Suchtstörungen sowie der Therapie- und Präventionsforschung. Er ist Autor von 16 Fachbüchern sowie über 450 wissenschaftlichen Beiträgen in Fachjournalen und Fachbüchern.
Aktuell leitet er im Rahmen des BMBF-Förderschwerpunktes „Kinder- und Jugendgesundheit“ den Forschungsverbund “IMAC-Mind: Improving Mental Health and Reducing Addiction in Childhood and Adolescence through Mindfulness: Mechanisms, Prevention and Treatment” sowie den vom G-BA Innovationsfonds geförderten Verbund „Res@t - Ressourcenstärkendes Adoleszenten- und Eltern-Training bei Medienbezogenen Störungen“.

## Positionen
Thomasius ist ein Gegner der Legalisierung von Cannabis, da er bei einem legalen Markt für Erwachsene auch vermehrten Gebrauch durch Kinder und Jugendliche und damit erhebliche Entwicklungs- und Gesundheitsstörungen sowie vermehrte Suchtentwicklung befürchtet. Die Weitergabe von medizinisch verordneten Cannabisprodukten an Minderjährige sei in der Praxis nicht kontrollierbar. Diese Argumentation hat er 2016 als Sachverständiger dem Bundestag dargelegt, und 2022 auch im Namen von mehreren deutschen kinder-/und jugendmedizinischen Fachgesellschaften vertreten. Thomasius fordert, Cannabis keinesfalls für Jugendliche unter dem 21. Lebensjahr freizugeben und insgesamt die Abgabebedingungen stark zu regulieren.